# 俺の嫁 〜あなただけの花嫁〜
『俺の嫁 〜あなただけの花嫁〜』（おれのよめ あなただけのはなよめ）は2010年10月28日にアイディアファクトリー（ルピナスレーベル）から発売されたXbox 360用恋愛アドベンチャーゲーム。

## 登場人物
一般的な恋愛系ゲームとは異なり、このゲームのヒロインは
- 特に決まった名前はなく、ゲームの開始時に主人公とヒロインの設定（苗字、名前、誕生日）をプレイヤーが入力する
- 1人のヒロインに対し、2人の声優が声を当てており、いずれかから選択する（6人の声優が二役を演じている）

といった設定である。
- お姉さんタイプ（声：生天目仁美、伊藤静）
- 幼なじみタイプ（声：広橋涼、生天目仁美）
- 妹タイプ（声：釘宮理恵、斎藤千和）
- 感情希薄タイプ（声：斎藤千和、名塚佳織）
- おっとり天然タイプ（声：広橋涼、名塚佳織）
- ツンデレお嬢様タイプ（声：釘宮理恵、伊藤静）

### ダウンロードコンテンツ
- ツンデレお嬢様タイプ（声：加藤英美里）
- 妹タイプ（声：花澤香菜）
- 幼なじみタイプ（声：後藤麻衣）
- 妹タイプ（声：阿澄佳奈）
- おっとり天然タイプ（声：水橋かおり）
- お姉さんタイプ（声：喜多村英梨）
- 感情希薄タイプ（声：花澤香菜）

それぞれ性格のキャラクタひとつひとつのデータとして販売（各1029円）
- 各種コスチューム（ゲーム中でも獲得出来るアイテム）
- モード開放（ゲームをやりこんでも開放出来るモード）

追加コンテンツについては、公式サイト上でボイス、コスチューム、キャラクターの性格・容姿、シナリオ上のシチュエーションやミニゲームなどのメールでのアンケートを実施している。

## 関連商品
CD
- 俺の嫁~あなただけの花嫁~オリジナルサウンドトラック（2010年12月1日発売）

アプリ
- FIELDSモバイル パチスロアプリ 俺の嫁（2011年4月21日発売）

書籍
- イラストカードブック 俺の嫁〜あなただけの花嫁〜（2011年4月28日発売）
- キャラクタードラマCDBOOK 俺の嫁〜あなただけの花嫁〜 お姉さんタイプ&幼なじみタイプ（2011年4月28日発売）
- キャラクタードラマCDBOOK 俺の嫁〜あなただけの花嫁〜 お姉さんタイプ＆ツンデレお嬢様タイプ（2011年4月28日発売）
- キャラクタードラマCDBOOK 俺の嫁〜あなただけの花嫁〜 感情希薄タイプ&妹タイプ（2011年5月27日発売）
- キャラクタードラマCDBOOK 俺の嫁〜あなただけの花嫁〜 おっとり天然タイプ&感情希薄タイプ（2011年6月27日発売）
- キャラクタードラマCDBOOK 俺の嫁〜あなただけの花嫁〜 DJCD編（2011年8月26日発売）
- キャラクタードラマCDBOOK 俺の嫁〜あなただけの花嫁〜 妹タイプ&ツンデレお嬢様タイプ（2011年10月7日発売）

## 発売延期について
当初2010年8月26日の発売が予定されていたが、同年10月28日へ延期された。